# Ardisia korthalsiana
Ardisia korthalsiana är en viveväxtart som beskrevs av Rudolph Herman Scheffer. Ardisia korthalsiana ingår i släktet Ardisia och familjen viveväxter. Inga underarter finns listade i Catalogue of Life.